# Сумпор-моноксид
Сумпор-моноксид (сумпор(II)-оксид) је неорганско хемијско једињење хемијске формуле SO.

## Хемијска формула
- Структурна формула сумпор-моноксида
- Модел молекула сумпор-моноксида
- Структурна формула дисулфид-диоксида
- Модел молекула дисулфид-диоксида

## Историјат и добијање
Шенк је 1935. добио сумпор-моноксид помешан са сумпор-диоксидом сагоревањем сумпора под одређеним условима. Тврдио је и да га је добио 1932. дејством електричног пражњења на смешу сумпор-диоксида и сумпора на ниским притисцима.

## Физичко-хемијске особине
Ово је безбојан гас који се врло лако распада, посебно у присуству воде и органских материјала. Једини се са кисеоником уз пропуштање варнице и тада даје сумпор-диоксид, а са металима гради сулфиде.